# كيوشي موتو
كيوشي موتو (باليابانية: 武藤清؛ بالكانا: むとう きよし) هو مهندس معماري ومهندس ياباني، ولد في 1903 في إيباراكي في اليابان، وتوفي في 1989.